# Кран Маєвського

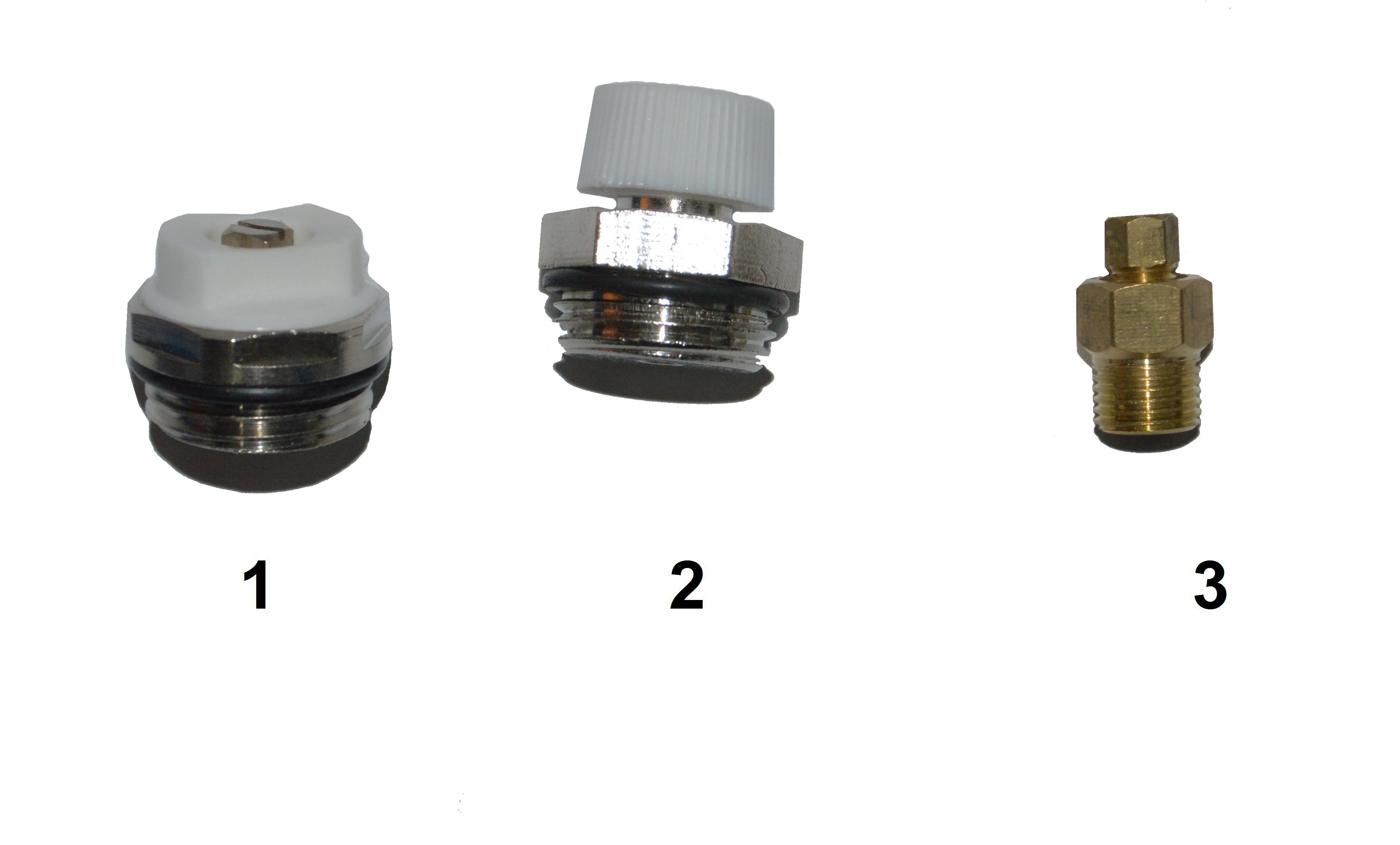
Разновиди кранів Маєвського:
1. Кран Маєвського під викрутку.
2. Кран Маєвського під руку.
3. Кран Маєвського під гайковий ключ.

Кран Має́вського — пристрій для спуску повітря з радіаторів центрального водяного опалення. Відкривається за допомогою спеціального ключа або викрутки.
У 1933 році пристрій розробив інженер Чеслав Броніславович Маєвський. Назва «кран Маєвського» є загальновживаною, але вона не закріплена в ДСТУ. Офіційна назва пристрою — радіаторний голчастий повітряний клапан.

## Застосування
У процесі підживлення теплоносієм у систему опалення проникає певна кількість розчиненого у воді повітря (іноді більше 30 г/т), здатного в місцях з низькою швидкістю води та низьким тиском виділятися у вигляді бульбашок, які, накопичуючись, можуть створювати повітряні пробки, перешкоджаючи циркуляції теплоносія. Присутність у системі опалення деяких металів (наприклад, алюмінію) сприяє виділенню з води водню. Як правило, повітрям система заповнюється при тривалих простоях, і в процесі заливки його необхідно витіснити водою. Про наявність повітря в радіаторі свідчить зниження його температури при високій температурі в мережі та, відповідно, похолодання в приміщенні. У всіх випадках повітря або накопичені гази видаляють через відвідники повітря, що встановлюються у верхніх точках системи, зокрема в опалювальних приладах.
Для видалення повітря з радіаторів часто застосовувалися звичайні водопровідні крани. Але у споживачів (особливо тих, у кого не було гарячого водопостачання) при цьому виникала спокуса відбирати через такі крани воду для побутових потреб, що в закритих системах теплопостачання неприпустимо. Кран Маєвського сконструйований так, що відкрити його без спеціальних інструментів складно, а брати з нього воду незручно.

## Конструкція

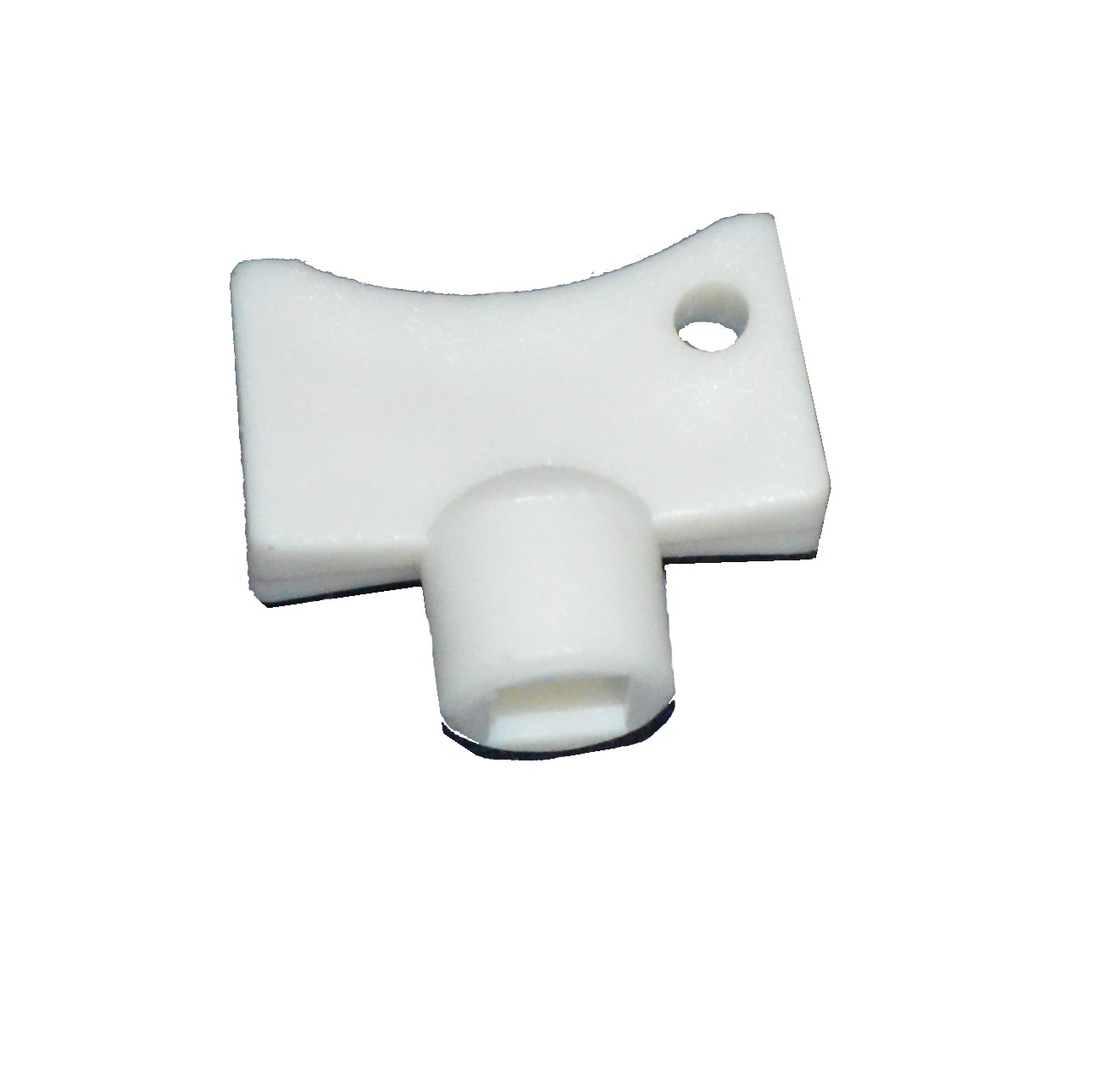
Спеціальний ключ для радіатора опалення

Основу крана Маєвського становить запірний клапан голчастого типу. Робочий орган клапана переміщується гвинтом з чотиригранною голівкою (під спеціальний ключ) з прорізом під шліцеву викрутку. Пробка з клапаном, у свою чергу, вкручується в отвір діаметром ½ дюйма у верхній частині радіатора (навпроти верхнього місця подачі води та/або терморегулятора). Між головкою гвинта та зоною навколо штока клапана, звідки рідина може витікати при відкритті крана, встановлюється пластиковий кожух з випускним отвором діаметром 2 мм, який може обертатися навколо горизонтальної осі (в інших конструкціях отвір робиться безпосередньо в грані латунної гайки клапана).

## Спосіб застосування
Повітря з радіатора може іноді бути усунуте й без відкриття повітряного крана, якщо швидкість потоку води достатня, щоб його вивести (наприклад, можна спробувати встановити максимальну температуру на термостаті, якщо він є). Якщо це не допомагає, клапан повертають до моменту, коли стає чітко чутно шипіння повітря, що виходить. Коли все повітря вийде, з крана потече вода; для її збору можна використовувати ганчірку або посудину.

## Альтернативи

### Водорозбірні крани
Переваги: використання таких кранів в процесі заповнення опалювальної системи дозволяє легко локалізувати витік води в посудину, що звільняє від необхідності контролювати кожен кран постійно.
Недоліки: через такі крани частіше може здійснюватися відбір води споживачами. Вода в закритих системах теплопостачання неприпустимо низької за санітарними нормами якості (непридатна для побутових потреб), при цьому в разі підвищеної витрати теплоносія його якість може знижуватися ще сильніше, сприяючи швидкому заростанню труб накипом і посиленню корозії.

### Видалення повітря через різьбу
З радіатора, не обладнаного пристроєм для відводу повітря, можна стравити повітря через різьбу в місці верхнього приєднання радіаторної батареї до труби. Однак це досить складна і трудомістка процедура.

### Альтернативи, які не потребують обслуговування
Крани Маєвського та водопровідні крани не є автоматичними пристроями: людина повинна привести їх у дію та відстежити момент, коли їх потрібно закрити. При пуску потужних систем опалення або на приладах, де повітря накопичується постійно, експлуатація таких пристроїв незручна. У таких випадках застосовуються:

#### Системи опалення без накопичення повітря в радіаторі
У системах опалення завжди є пристрої для видалення повітря на магістралях — автоматичні відвідники повітря або відкриті розширювальні баки. Якщо підводити до верхньої пробки радіатора воду зверху, повітря зможе саме виходити з батареї. Однак, якщо швидкість води перевищує 0,2—0,25 м/с, бульбашки не спливають проти течії навіть у вертикальній трубі (стояку), і наявність крана на радіаторі буде корисною. Крім того, при нижній розводці (подачі води по стояках знизу) стояки можуть подовжуватися за радіатори верхнього поверху спеціальними повітряними трубами, що йдуть до централізованих збірників повітря. Така конструкція досить ефективна, проте фінансові витрати на труби при цьому сильно зростають.

#### Автоматичний відвідник повітря
Від встановлюваних зазвичай на магістральних трубопроводах пристроїв відрізняється, як правило, кутовим виконанням (вхід по горизонталі, а отвір розташований вертикально).

## Історія
У 1931 році постановою № 13 Держплану СРСР визначено: «При низовій розводці не робити повітряних труб, а ставити повітряні краники при радіаторах». Через ці краники населення будинків активно розбирало воду, що в більшості випадків неприпустимо через санітарні та технічні причини. Для вирішення цієї проблеми наприкінці 1931 року мінський сантехнік С. А. Роєв розробив і впровадив повітряні крани своєї конструкції. Вони складалися з двох деталей з прокладкою між ними. Кран Чеслава Маєвського, розроблений і впроваджений у 1933 році, був схожим за принципом роботи, але мав сучасніше з'єднання «конус у конус».
Ч. Б. Маєвський був радянським інженером і винахідником, власником свідоцтв про винахід (спільно з П. І. Стьопіним) чавунного секційного котла (1932) та радіатора.